# 東武保険サービス
株式会社東武保険サービス（とうぶほけんサービス）は、東武グループのひとつで、東京都墨田区に本社を置く保険関連企業。1960年に「三国観光開発株式会社」として設立し、1984年に社名を「株式会社東武保険サービス」と変更して営業を開始した。

## 概要

### 沿革
- 1960年10月14日 - 三国観光開発株式会社設立
- 1984年3月 - 株式会社東武保険サービスに商号変更。保険代理業営業開始
- 1987年2月 - 損保代理部門を株式会社東武レジャーサービスから譲受
- 1993年10月 - 損保代理部門を株式会社東通商事から譲受
- 1995年11月 - 損保代理部門を東武デリバリー株式会社から譲受
- 2001年3月 - 群馬支社廃止
- 2003年4月 - 損害保険代理業・生命保険募集業務に係る営業を株式会社東武マルシェから譲受
- 2004年3月 - 埼玉支社廃止
- 2014年7月 - 
  - 宇都宮事務所開設。損害保険代理業（除自賠責）・生命保険募集業務に係る事業を株式会社東野整備から譲受
  - 日光事務所開設。損害保険代理業に係る事業を東武イマリン株式会社から譲受
- 2017年3月 - 宇都宮事務所廃止
- 2017年7月 - 損害保険代理業に係る事業を株式会社総合パーキングサービスから譲受
- 2020年4月 - 損害保険代理業に係る事業を株式会社東武友の会から譲受
- 2022年4月 - 営業本部 宇都宮営業所開設。日光事務所の統合。損害保険代理業・生命保険募集業務に係る事業を東栄産業株式会社から譲受
  - 東武グループの「従業員の福利厚生の充実」を目的に設立し、現在は東武グループ従業員の自動車保険、団体傷害保険、がん保険など保険代理店業務を行う。

## 事業所
- 本社（東京都墨田区）
- 宇都宮営業所（栃木県宇都宮市）